# Andrzej Kowalczyk (geograf)
Andrzej Kowalczyk (ur. 1954) – polski geograf, specjalizujący się w zakresie geografii turyzmu, geografii społeczno-ekonomicznej i rozwoju regionalnego.
W 1977 roku ukończył studia geograficzne w zakresie geografii ekonomicznej w Instytucie Geografii Uniwersytetu Warszawskiego a w 1986 roku doktoryzował się na Wydziale Geografii i Studiów Regionalnych UW na podstawie pracy pt. Społeczno-przestrzenne uwarunkowania potrzeb wypoczynkowych i sposobów ich realizacji na przykładzie Płocka. Habilitację w zakresie geografii społeczno-ekonomicznej uzyskał w 1994 roku tamże na podstawie pracy pt. Geograficzno-społeczne problemy zjawiska "drugich domów".
Jest kierownikiem Zakładu Geografii Turyzmu i Rekreacji Wydziału Geografii i Studiów Regionalnych UW oraz dyrektorem Instytutu Geografii Społeczno-Ekonomicznej i Gospodarki Przestrzennej Wydziału Geografii i Studiów Regionalnych UW. W 2001 roku otrzymał tytuł profesora nauk o Ziemi.
Do jego zainteresowań naukowych wliczają się m.in. zagadnienia zagospodarowania i planowania turystycznego, turystyki kulturowej, geografii politycznej Azji.

## Wybrane publikacje
- Geografia turyzmu, Wydaw. Naukowe PWN, Warszawa, 2000
- Zagospodarowanie turystyczne, Wydaw. Naukowe PWN, Warszawa, 2010
- Turystyka zrównoważona (red.), Wydaw. Naukowe PWN, Warszawa, 2010
- Turystyka kulturowa : spojrzenie geograficzne (praca zbiorowa), Wydaw. Uniwersytetu Warszawskiego, Warszawa, 2008
- Geografia hotelarstwa, Wydaw. Uniwersytetu Łódzkiego, Łódź, 2001